# Mervelier
Mervelier é uma comuna da Suíça, situada no distrito de Delémont, no cantão de Jura. Tem 9,70 km² de área e sua população em 2018 foi estimada em 500 habitantes.